# Maruša
Maruša je  žensko osebno ime.

## Izvor imena
Ime Maruša je različica ženskega osebnega imena Marija.

## Različice imena
Maruška
Nuša
Nuš

## Pogostost imena
Po podatkih Statističnega urada Republike Slovenije je bilo na dan 31. decembra 2007 v Sloveniji število ženskih oseb z imenom Maruša: 2.021. Med vsemi moškimi/ženskimi imeni pa je ime Maruša po pogostosti uporabe uvrščeno na 127. mesto.

## Osebni praznik
V koledarju je ime  zapisano pri imenu Marija.